# Peter Tibber

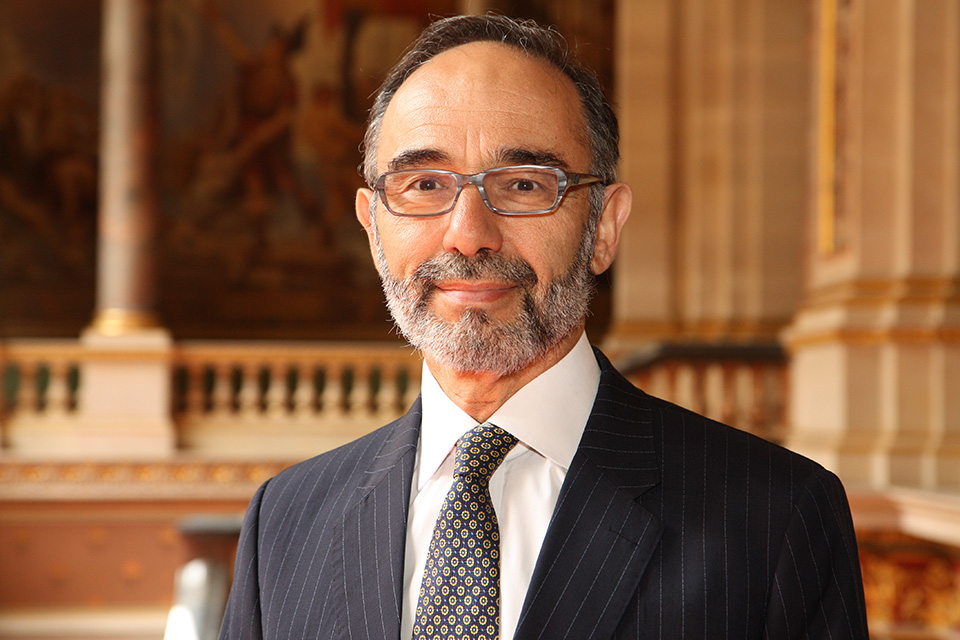
Peter Harris Tibber

Peter Harris Tibber CMG (* 7. September 1956) ist ein britischer Diplomat.

## Leben
Peter Tibber wurde 1979 Master und 1983 Doktor der Geschichtswissenschaft an der Oxford University; 2010 erlangte er  den MBA an der Open University.
1984 trat Tibber in das Foreign and Commonwealth Office (FCO) ein. Dort war er im Zuständigkeitsbereich Argentinien beschäftigt. Von 1986 bis 1988 war er persönlicher Referent des Botschafters in Paris. Anschließend leitete er von 1988 bis 1990 den Sanktionsausschuss in der Abteilung Südafrika innerhalb des FCO. Von 1990 bis 1992 war er persönlicher Referent des Staatssekretärs im FCO. Daran schloss sich von 1993 bis 1997 eine Leitungsfunktion in der Sektion Türkei an. 1997 ging er nach Mexiko-Stadt, wo er bis 2000 als Vertreter des britischen Botschafters fungierte. 2000 nahm er den Posten als Leiter der für die Großregionen Afrika und den Mittleren Osten zuständigen Abteilung bei der stattlichen Wirtschaftsförderungsorganisation UK Trade & Investment (UKTI) an. Er stieg 2001 zum Direktor im „International Management“ auf und von 2002 bis 2004 war er dies in der „International Sectors Group“ der UKTI. Von 2005 bis 2009 bekleidete er den Posten des Generalkonsuls in Düsseldorf und leitet die Handelsmission in Deutschland, ehe er von September 2009 bis September 2011 zum Stellvertretenden Hochkommissar in Islamabad, Pakistan, bestellt wurde. Im November 2011 übernahm er als Interimslösung das Amt des Hochkommissars in der kenianischen Hauptstadt Nairobi, was sich bis zum Antritt des offiziellen Nachfolgers Christian Turner (Mai 2012) mit seiner im August 2011 begonnenen Tätigkeit als Botschafter im Sudan überschnitt. Im Sudan verrichtete er bis August 2015 seinen Dienst. Inzwischen übt er diese Aufgabe in Bogotá, Kolumbien aus.
Tibber ist verheiratet und hat drei Söhne.